# Enrique Viguera Rubio
Enrique Viguera Rubio (Sevilla, 6 de abril de 1953) es un antiguo diplomático español, Fue embajador de España en Grecia (2017-2021) y en Australia (2011-2015) con concurrencia también en Nauru, Papúa Nueva Guinea, Islas Salomón, Tuvalu y Vanuatu.

## Biografía
Licenciado en Derecho por la Universidad de Sevilla, ingresó en 1982 en la carrera diplomática. 
Estuvo destinado en la Embajada de España en Etiopía, Representación Española ante las Comunidades Europeas y Embajada en Canadá. Fue subdirector general de África Subsahariana, subdirector general de Asuntos Generales para la Unión Europea. Director general de Coordinación de Asuntos Generales y Técnicos de la Unión Europea de 2000 a 2004. De 2004 a 2006 fue director general de Integración y Coordinación de Asuntos Generales y Económicos de la Unión Europea.
Desde 2006 hasta el 4 de septiembre de 2010, fue embajador de España en Suecia. Desde entonces y hasta mediados de 2011, desempeñó el cargo de embajador en Misión Especial para Asuntos Energéticos. El 30 de julio de ese mismo año fue designado embajador de España en Australia, con concurrencia también en Nauru, Papúa Nueva Guinea, Islas Salomón, Tuvalu y Vanuatu.
En 2015 fue nombrado embajador-director de la Escuela Diplomática.
Fue embajador de España en la República Helénica (21 de julio de 2017 hasta el 28 de diciembre de 2021). Por Real Decreto 77/2023 fue ascendido a la categoría de embajador el 8 de febrero de 2023.